# Бор (Бологовский район)
Бор — деревня в Бологовском районе Тверской области, входит в состав Кафтинского сельского поселения.

## География
Деревня находится в северной части Тверской области на расстоянии приблизительно 24 км на северо-восток по прямой от районного центра города Бологое.

## История
В конце XV века (1495—1498 гг.) деревня находилась на территории Сеглинского погоста и принадлежала Михайлу Яковлевичу Русалке. В ней было 5 дворов. В 1909 году здесь было 14 дворов. В советское время работали колхоз им. Крупской и совхоз «Тимково». В 1949 году была переименована в Красный Бор, но новое название не прижилось.

## Население
Численность населения: 91 человек (1909), 1 (русские 100 %) в 2002 году, 1 в 2010.